# 3365 Recogne
3365 Recogne је астероид главног астероидног појаса са средњом удаљеношћу од Сунца која износи 2,709 астрономских јединица (АЈ).
Апсолутна магнитуда астероида је 12,1.